# Мірек Альфред Мартинович
Альфред Мартинович Мірек (21 листопада 1922 - 28 червня 2009) — заслужений діяч мистецтв Російської Федерації, професор, доктор мистецтвознавства, перший з акордеоністів-баяністів, що отримав цей науковий ступінь за відкриття нового науково-практичного напрямку в музичній науці, автор самовчителя гри на акордеоні.
Народився в родині Мартіна Мірека — інженера-архітектора, відомого в Росії як керівника будівництва багатьох важливих державних об'єктів.

## Початок занять музикою
На початку 1923 року сім'я переїхала до Одеси, де з 5 років Альфред став займатися на фортепіано з вчителькою, що приходила додому. 
Потім, вже в Москві, в 1930 році був прийнятий Оленою Фабіанівною Гнєсіною в її школу, яку закінчив в 1937 голу (клас А.А. Чичкіна).
В цьому ж 1937 році його батько Мартін Михайлович Мірек, після здачі будівництва Хімкинського Північного річкового вокзалу з відмінною оцінкою та врученням йому почесного знака, був заарештований. За рішенням "трійки" він був відправлений до концентраційного табору №3 (Вішера) поблизу Солікамська, де загинув 25 липня 1942 року у віці 54 років.
З 1938 року Альфред, придбавши професію електромонтажника, працює на будівництвах, а вечорами підробляє як піаніст-акомпаніатор.

## Ув'язнення
У 1942 році Альфред Мірек також зазнав репресії НКВС — утримувався у в'язницях, а потім був направлений в Ужлаг на 7 років. На роботі в болотистих лісових масивах по щиколотку у воді ним особисто було поставлено 500 кб.м лісу. Через 2 роки, у зв'язку з важкими захворюваннями, він «актується», тобто звільняється достроково.

## Повоєнні роки
З весни 1945 року самостійно освоює акордеон, виступає солістом і концертмейстером на естраді і супроводжує постановки в міському театрі ім. Чернишевського (м. Борисоглібськ), в тому числі і зі своїми творами і обробками. Восени 1946 повертається в Москву. 
У 1950 році закінчив Московське музичне педагогічне училище по класу акордеона (клас В.Г. Горохова). З 1947 року — педагог музичної школи та керівник оркестру акордеоністів, який став Лауреатом конкурсу (1958), і виступав в заключному концерті в Колонному залі Будинку Спілок. У 1967 році закінчив Московський інститут культури, факультет баяна-акордеона, і отримує диплом диригента оркестру. Під час навчання був запрошений на роботу в інституті по класу акордеона та баяна.

## Заняття музичною історією
З 1947 року А. Мірек займається історією гармоніки, збирає старовинні інструменти, проводячи польову пошукову роботу в різних регіонах країни, ведучи велике листування, розшукуючи старих майстрів і їх нащадків. Було розіслано понад 4000 листів і до початку 1970-х років їм був зібраний величезний науковий історичний матеріал: афіші, грамзаписи, фотографії, біографічні відомості, а також більше двохсот унікальних моделей гармонік, баянів та акордеонів.
У 1952-56 роках Мірек будує двоповерховий будинок-музей в Селищі наукових працівників (43 км. Софріно). Музей відразу ж завоював визнання. Відвідування йшло по запису, яка велася на два місяці вперед. Крім груп з музичних шкіл і училищ музей відвідували видатні вчені та фахівці з різних міст нашої країни та з інших країн світу: Румунії, Чехословаччини, Болгарії, Німеччини, Польщі, Голландії, і навіть з Африки.
У 1968-1971 роках А. Мірек здає кандидатські іспити в аспірантурі музично-педагогічного інституту ім. Гнесіних, а потім аспірантські іспити в аспірантуру Київської консерваторії, де в 1972 році на Вченій раді успішно захищає дисертацію з історії акордеона та баяна. У 1973 році Вища атестаційна комісія СРСР (ВАК СРСР) вручила йому диплом Вченого ступеня кандидата мистецтвознавства. Це була перша вчений ступінь, отримана в нашій країні по цій темі.

## Літературна діяльність
- З 1947 року його статті публікуються в газетах і журналах, що стосуються історії та методики гри на акордеоні та баяні. У 1958 році йому присуджено звання лауреата Московського конкурсу (в рамках фестивалю) за виступи зі своїм ансамблем акордеоністів і диплом 2-го ступеня.
- У 1962 році виходить з друку його «Самовчитель гри на акордеоні», а потім «Школа гри на акордеоні», які перевидавалися щорічно тиражем 100 тис. примірників (у 1968 році, а потім в 1982 році їм написані нові варіанти цих підручників). Все розійшлося близько 4 млн примірників.
- У 1967 році видається книга «З історії акордеона та баяна», а в 1968 році «Довідник по гармоніках».
- З 1955 року виходить ціла серія збірників, хрестоматій, більше ста перекладень для акордеона та баяна.
- У 1969 році видається методична розробка «Баян», а в 1972 році — «Основи постановки акордеоніста» (на укр. мові) [1],
- в 1972 році — перший «Самовчитель гри на мелодиці», по якому вперше стало можливим організація ансамблів гри на мелодиках в загальноосвітніх школах, (до цього часу великий досвід таких ансамблів і оркестрів був накопичений в Німеччині та Чехословаччині).
- У 1979 р. виходить книга «І звучить гармоніка», що є частиною основних положень докторської дисертації.
- До 1995 р. видано близько 200 статей, з них 20 опубліковано за кордоном (у Франції, Польщі, Швеції, Японії, Данії, Чехословаччині, Голандії, Фінляндії).

## Педагогічна робота
А. Мірек викладав у музичній школі (1947-1965), Всесоюзному заочному університеті мистецтв (1950 - 1960), інституті культури (1963 - 1966), музичне училище(1966 - 1970). Організатор, з 1969 року — директор Всеукраїнських курсів підвищення кваліфікації працівників культури і мистецтв. З 1973 — директор Московського обласного музичного училища.
У 1975 році А. Мірек за конкурсом проходить на посаду старшого наукового співробітника в Ленінградському інституті театру, музики і кінематографії та за направленням Міністерства культури РРФСР в докторантуру, де готує фундаментальну наукову працю «Історія гармонно-баянної культури в Росії з 1800 р. по 1941 р.», яка затверджується великим вченою радою інституту і стає його докторською дисертацією. Захист відбувся в 1983 році на Вченій раді Науково-дослідного інституту мистецтвознавства Міністерства культури СРСР і одноголосно отримала високе визнання. Однак присудження Наукового ступеня та вручення диплома доктора мистецтвознавства у ВАКе СРСР відбулося лише в 1987 р., так як після зашиті у 1984 році він був заарештований за сфабрикованим безпідставним звинуваченням і знаходився цілий рік у в'язниці «Хрести». Наприкінці 1986 року за постановою Прокуратури РРФСР справу було припинено за відсутністю складу злочину. Прокуратура компенсувала нанесений збиток — винуватці зі слідчого відділу були суворо покарані.
У 1977 - 80 роках А. Мірек за наказом Міністерства культури СРСР був призначений головним експертом митниці з клавішним інструментам, що вивозяться за кордон.
З 1980 року, протягом 16 років, А. Мірек викладає в Московському педагогічному інституті, де веде спецклас акордеона та баяна, ансамбль, читає лекції за методикою; в 1989 році йому присуджено Вчене звання професора історії і теорії музики і музичних інструментів. Його студенти систематично беруть участь у концертах, і сам він взяв участь у великій поїздці з дуетом і з лекціями по містах Сибіру. 
А. Мірек — великий майстер по організації, підготовці концертної та сценічній постановці дуетів. Він створив багато обробок, перекладень і оригінальних творів для них. 
Є дипломантом міжнародних фестивалів, де вони виступали.
У 1980 році, зкомплектовавши та систематизувавши по історичним і конструкторських ознаками колекцію із ста інструментів, він передав її Ленінградському театральному музичного музею.
У 1980-ті роки професор А. Мірек продовжує активний пошук по країні. До 1994 року йому вдалося зібрати ще близько ста унікальних зразків інструментів і збільшити своє наукове зібрання на кілька тисяч сторінок архівних документів. Все це допомагало йому з ще більшим успіхом займатися науково-дослідницькою діяльністю та популяризувати результати своїх відкриттів.
Протягом чверті століття він зі своїм незмінним проєкційним апаратом і Великим набором слайдів проводить лекції від Центрального науково-методичного кабінету культури і мистецтва РРФСР по містах Центральної Росії, Сибіру, Уралу, середньої Азії, Поволжя, Прибалтики, України і за кордоном.
У 1963-1966 роки А. Мірек від СРСР входив до складу редколегії міжнародного журналу «Акордеон-Мюзик»(Париж).
У 1962 році за направленням начальника музичних вузів СРСР Л.Г. Ільїної брав участь у міжнародному симпозіумі в Празі (ЧССР), що проводиться в рамках міжнародного конкурсу баяністів та акордеоністів.

## Діяльність останніх років життя
У 1990 році Міністерством культури Росії за викликом фірми «Де Эйсбрекер» на Міжнародному фестивалі в Амстердамі була проведена виставка колекцій гармонік, баянів та акордеонів, зібраних професором Міреком, де він сам і проводив екскурсії. На науковому семінарі, в рамках фестивалю, професор Мірек прочитав німецькою мовою лекцію "Історія гармоніки в Росії", яка супроводжувалася показом 100 рідкісних слайдів. Його колекції є істотним внеском не лише у вітчизняну, але й у світову науку і культуру. З 1976 року вони включені в міжнародний каталог ІКОМ ЮНЕСКО.
У 1989 році ним була створена «Схема виникнення та класифікації основних моделей гармонік у світі (1700-2000)», ілюстрована 198-ма моделями. Вона є першою складною таблицею такого плану, і отримала найвище визнання у фахівців на міжнародних симпозіумах в Амстердамі (квітень 1990 рік), потім у Варшаві (березень 1991 року, видана у 1992 році).
У 1994 році вийшла друком його нова капітальна робота — енциклопедія «Гармоніка. Минуле і сьогодення». 
Найбільші фахівці в області гармонікової культури відзначали, що настільки повною, систематизованої науково-історичної енциклопедичної книги на цю тему ще ніколи не видавалося. 
Матеріал для неї збирався 38 років.
У 1995 році видано новий навчальний посібник, у якому в значній мірі простежується вдосконалення та оновлення методичних процесів — «Курс естрадної гри на акордеоні». Ця робота призначена для підготовки висококваліфікованого соліста і ансамбліста естради.
З 1994 А. Мірек проводить велику роботу з систематизації колекційних матеріалів, зібраних ним більш ніж за 40 років (180 рідкісних інструментів, більш 900 афіш, понад 1000 фотографій, документи, ноти, нагороди, прейскуранти, інструменти і деталі гармонік — всього понад 10000 одиниць). У 1996 році за підтримки відомих діячів культури і особистої допомоги Народного артиста Росії, Героя Соц. Праці Юрія Нікуліна, з яким А. Мірека пов'язувала багаторічна дружба, меру міста Москви були подані документи про необхідність створення унікального музею "Міжнародного музею російської гармоніки". Урядом Москви були виділені приміщення і кошти на створення музею, і він був відкритий для відвідувачів.
В 1997 до 850-річчя Москви музей був подарований столиці і став державним музеєм "Музеєм російської гармоніки Альфреда Мірека". Нова експозиція музею, оснащена найсучаснішим обладнанням і засобами озвучування, була відкрита для відвідувачів у 2000 році. Музей користується великою популярністю не тільки у фахівців, але й у широких верств населення, прищеплюючи любов у підростаючого покоління до перлин російської національної культури. Щомісяця музей відвідують понад 2000 чоловік. З музеєм співпрацюють багато туристичні агентства, знайомлячи з експозиціями гостей із США, Європейських країн, Ізраїлю, Південної Кореї, Японії, Тайваню та багатьох інших куточків світу. В музеї проводяться унікальні музично-історичні програми для дітей і дорослих, музичні вечори, фестивалі, лекції-концерти.
У 2003 році А. Мірек організував і провів вперше Московський фестиваль "Гармоніка — душа Росії". Заключний концерт фестивалю відбувся в Державному концертному залі ім. П.І. Чайковського.
У роботах професора А. Мірека яскраво простежується головна установка, що наука — інтернаціональна і вирішувати важливі, глобальні питання відокремлено неможливо.
А. Мірек — член культурної асоціації «Дім Польський», історик та правозахисник, член Ради Старійшин Російської Асоціації жертв політичних репресій (Москва), правозахисного благодійного товариства "Меморіал", журналіст, письменник, автор книг «Записки в'язня» (1989), "Тюремний реквієм" (1997), "Червоний міраж" (2000), дванадцяти новел. Науковий консультант у фільмі "Ленін у Парижі" (1978) та ТБ фільмі "Шпигуни Ватикану" (груд. 2004 р.), почесний член всесвітньої організації кнопкових акордеоністів (США), Академік АТИ, Лауреат Артіади народів Росії. Член президії, головний експерт РАММИ (Російської Асоціації музичних майстрів).

## Важливість для України
- Саме по найбільш розповсюдженим підручникам А.Мірека «Самовчитель гри на акордеоні» [2] та «Школа гри на акордеоні» відбувалося навчання юних акордеоністів в музичних школах та студіях УРСР.